# Ministri delle finanze della Repubblica di Polonia
I ministri delle finanze della Repubblica di Polonia dal 1989 (Terza Repubblica) ad oggi sono i seguenti.

## Lista
| Ministro | Ministro | Ministro                   | Partito                             | Governo                                               | Inizio            | Fine              |
| -------- | -------- | -------------------------- | ----------------------------------- | ----------------------------------------------------- | ----------------- | ----------------- |
|          |          | Leszek Balcerowicz         | Unione della Libertà                | Tadeusz Mazowiecki                                    | 12 settembre 1989 | 5 dicembre 1991   |
|          |          | Karol Lutkowski            | Indipendente                        | Jan Krzysztof Bielecki                                | 5 dicembre 1991   | 26 febbraio 1992  |
|          |          | Andrzej Olechowski         | Indipendente                        | Jan Olszewski                                         | 26 febbraio 1992  | 5 giugno 1992     |
|          |          | Jerzy Osiatyński           | Indipendente                        | Waldemar Pawlak, Hanna Suchocka                       | 11 luglio 1992    | 26 ottobre 1993   |
|          |          | Marek Borowski             | Alleanza della Sinistra Democratica | Waldemar Pawlak                                       | 26 ottobre 1993   | 8 febbraio 1994   |
|          |          | Grzegorz Kołodko           | Indipendente                        | Waldemar Pawlak, Józef Oleksy Włodzimierz Cimoszewicz | 28 aprile 1994    | 4 febbraio 1997   |
|          |          | Marek Belka                | Alleanza della Sinistra Democratica | Włodzimierz Cimoszewicz                               | 4 febbraio 1997   | 17 ottobre 1997   |
|          |          | Leszek Balcerowicz         | Unione della Libertà                | Jerzy Buzek                                           | 31 ottobre 1997   | 8 giugno 2000     |
|          |          | Jarosław Bauc              | Indipendente                        | Jerzy Buzek                                           | 8 giugno 2000     | 28 agosto 2001    |
|          |          | Halina Wasilewska-Trenkner | Indipendente                        | Jerzy Buzek                                           | 28 agosto 2001    | 19 ottobre 2001   |
|          |          | Marek Belka                | Alleanza della Sinistra Democratica | Leszek Miller                                         | 19 ottobre 2001   | 6 luglio 2002     |
|          |          | Grzegorz Kołodko           | Indipendente                        | Leszek Miller                                         | 6 luglio 2002     | 16 giugno 2003    |
|          |          | Andrzej Raczko             | Indipendente                        | Leszek Miller, Marek Belka                            | 16 giugno 2003    | 21 luglio 2004    |
|          |          | Mirosław Gronicki          | Indipendente                        | Marek Belka                                           | 21 luglio 2004    | 31 ottobre 2005   |
|          |          | Teresa Lubińska            | Unione della Libertà                | Kazimierz Marcinkiewicz                               | 31 ottobre 2005   | 7 gennaio 2006    |
|          |          | Zyta Gilowska              | Piattaforma Civica                  | Kazimierz Marcinkiewicz                               | 7 gennaio 2006    | 24 giugno 2006    |
|          |          | Paweł Wojciechowski        | Indipendente                        | Kazimierz Marcinkiewicz                               | 24 giugno 2006    | 10 luglio 2006    |
|          |          | Stanisław Kluza            | Indipendente                        | Jarosław Kaczyński                                    | 14 luglio 2006    | 22 settembre 2006 |
|          |          | Zyta Gilowska              | Piattaforma Civica                  | Jarosław Kaczyński                                    | 22 settembre 2006 | 7 settembre 2007  |
|          |          | Jarosław Kaczyński         | Diritto e Giustizia                 | Donald Tusk                                           | 7 settembre 2007  | 10 settembre 2007 |
|          |          | Zyta Gilowska              | Piattaforma Civica                  | Donald Tusk                                           | 10 settembre 2007 | 16 novembre 2007  |
|          |          | Jan Vincent-Rostowski      | Piattaforma Civica                  | Donald Tusk                                           | 16 novembre 2007  | 27 novembre 2013  |
|          |          | Mateusz Szczurek           | Piattaforma Civica                  | Donald Tusk, Ewa Kopacz                               | 27 novembre 2013  | 16 novembre 2015  |
|          |          | Paweł Szałamacha           | Indipendente                        | Beata Szydło                                          | 16 novembre 2015  | 28 settembre 2016 |
|          |          | Mateusz Morawiecki         | Diritto e Giustizia                 | Beata Szydło,                                         | 28 settembre 2016 | 12 dicembre 2017  |
|          |          | Teresa Czerwińska          | Indipendente                        | Mateusz Morawiecki                                    | 8 giugno 2018     | 4 giugno 2019     |
|          |          | Marian Banaś               | Diritto e Giustizia                 | Mateusz Morawiecki,                                   | 4 giugno 2019     | 30 agosto 2019    |
|          |          | Jerzy Kwieciński           | Indipendente                        | Mateusz Morawiecki                                    | 20 settembre 2019 | 15 novembre 2019  |
|          |          | Tadeusz Kościński          | Indipendente                        | Mateusz Morawiecki                                    | 15 novembre 2019  | 9 marzo 2022      |
|          |          | Magdalena Rzeczkowska      | Indipendente                        | Mateusz Morawiecki                                    | 26 aprile 2022    | 27 novembre 2023  |
|          |          | Andrzej Kosztowniak        |                                     | Mateusz Morawiecki                                    | 27 novembre 2023  | 13 dicembre 2023  |
|          |          | Andrzej Domański           |                                     | Donald Tusk                                           | 13 dicembre 2023  | in carica         |